# Отчёты Кинси
«Отчёты Кинси» — две монографии о сексуальном поведении человека, «Сексуальное поведение самца человека» (опубликована в 1948 году) и «Сексуальное поведение самки человека» (опубликована в 1953 году), написанные доктором Альфредом Кинси, Уорделлом Помероем и другими.
Альфред Кинси был зоологом в Индианском университете в Блумингтоне и основателем Института исследований секса.
Исследования Кинси взбудоражили широкую публику и породили сенсацию и острые противоречия в обществе. Факты, выявленные Кинси, вызвали шок и гнев по двум причинам — поскольку они подвергли сомнению традиционные взгляды на сексуальность человека и поскольку они открыто обсуждали вопросы, которые ранее были табуированы. Взгляд, согласно которому гетеросексуальность и сексуальное воздержание являлись и этической, и статистической нормой, никогда ранее не подвергался серьёзному сомнению.

## Находки Кинси

### Сексуальная ориентация
Вероятно, наиболее часто упоминаемые данные из «Отчётов Кинси» относятся к оценкам распространённости различных сексуальных ориентаций в популяции. Особенно часто на исследования Кинси ссылаются для того, чтобы обосновать утверждение о том, что около 5-10 % популяции гомосексуальны. На самом деле результаты исследований Кинси были далеко не столь просты и однозначны. Сам Кинси избегал и отрицал правомерность использования терминов, подобных «гетеросексуал», «бисексуал» и «гомосексуал» для описания индивидов, считая, что человеческая сексуальность подвержена изменениям во времени и что сексуальное поведение человека может рассматриваться и как физический контакт, и как чисто психический феномен (желание, сексуальное влечение, фантазии).
Вместо трёх категорий (гетеросексуальность, бисексуальность и гомосексуальность) «Отчёты Кинси» использовали восьмикатегорийную систему. Шкала Кинси ранжировала сексуальное поведение человека от нуля до 6, где 0 означал исключительно гетеросексуальное, а 6 — исключительно гомосексуальное поведение. При этом 1 означало индивида, который в основном гетеросексуален, но изредка практикует или практиковал или мог бы практиковать гомосексуальные контакты, 2 — индивида, который в основном гетеросексуален, но практикует и гомосексуальные контакты, 3 — индивида, который примерно поровну практикует гомосексуальные и гетеросексуальные контакты, 4 — индивида, который преимущественно гомосексуален, но практикует и гетеросексуальные контакты, и 5 — индивида, который в основном гомосексуален, но изредка практикует гетеросексуальные контакты. Дополнительная категория, обозначенная буквой X, была создана для категоризации тех, кто не испытывал никаких сексуальных желаний.
Отчёты Кинси указывали, что приблизительно около 46 % опрошенных мужчин хотя бы однажды в своей взрослой жизни сексуально реагировали на лиц обоих полов, и 37 % опрошенных мужчин имели в своей жизни хотя бы один гомосексуальный контакт. При этом 11,6 % белых мужчин в возрасте от 20 до 35 получили рейтинг «3» по шкале Кинси, то есть оказались приблизительно в равной степени гомосексуальны и гетеросексуальны по своему опыту в течение своей взрослой жизни.
Исследования Кинси также показали, что около 10 % опрошенных американских мужчин были «более или менее исключительно гомосексуальны в течение не менее чем трёх лет между 16 и 55 годами» (то есть относились к категориям «5» и «6» шкалы Кинси). При этом 4 % мужчин были исключительно гомосексуальны в течение всей своей жизни.
Также в исследованиях Кинси было показано, что 7 % опрошенных одиноких женщин в возрасте от 20 до 35 и 4 % замужних женщин в возрасте от 20 до 35 могут быть отнесены к категории «3» (приблизительно равное количество гетеросексуального и гомосексуального опыта) на 8-точечной шкале сексуальности Кинси в этот период их жизни.
При этом от 2 % до 6 % женщин в возрасте от 20 до 35 были более или менее гомосексуальны по поведению или опыту.
От 1 % до 3 % незамужних женщин в возрасте от 20 до 35 были исключительно гомосексуальны по сексуальному опыту или поведению.

### Мастурбация
Около 62 % опрошенных женщин признали, что по крайней мере один раз в жизни мастурбировали. При этом 45 % из тех женщин, которые признались, что мастурбировали, утверждали, что могут достигнуть оргазма при мастурбации в течение 3 минут. По данным Кинси, 95 % женщин при мастурбации достигали оргазма.
Среди мужчин 92 % признались, что по крайней мере один раз в жизни мастурбировали.

### Секс в браке
Средняя частота секса в браке, по отчётам женщин, была приблизительно 2,8 раза в неделю в возрасте 18-20 лет, 2,2 раза в неделю в возрасте около 30 лет, и 1 раз в неделю в возрасте около 50 лет.

### Внебрачный секс
Отчёты Кинси показали, что приблизительно 50 % опрошенных женатых мужчин имели хотя бы один эпизод внебрачного секса в определённые периоды в течение их семейной жизни.
В выборке Кинси около 26 % женщин имели хотя бы один эпизод внебрачного секса к 40 годам. Приблизительно от каждой шестой до каждой десятой женщины в возрасте от 26 до 50 была вовлечена во внебрачные отношения.

### Садомазохизм
Около 12 % опрошенных Кинси женщин и 22 % мужчин признались, что испытывают эротическое возбуждение от садомазохистской истории. При этом 55 % опрошенных женщин и 50 % опрошенных мужчин признались, что испытывают эротическое возбуждение от укусов партнёра или партнёрши.

## Методология
Данные Кинси были получены в основном при помощи интервью с респондентами, имена которых были закодированы с целью сохранения конфиденциальности. Другие источники данных включали дневники лиц, осуждённых в сексуальных преступлениях против детей. Все эти данные были позднее введены в компьютер для статистической обработки. Все эти материалы, включая оригинальные примечания исследователей к этим данным, по-прежнему остаётся доступным в Институте имени Кинси для квалифицированных исследователей, которые продемонстрируют необходимость в таких материалах для своей работы. Институт имени Кинси также позволяет исследователям запускать различные статистические программы на этом массиве данных, который и по сей день остаётся уникальным и по размеру выборки, и по тщательности, с которой документировались интервью.
Статистические данные Кинси были более тщательно собраны и интерпретированы, чем это было принято в то время в науке. Конфиденциальность его респондентов также более тщательно оберегалась. Однако сам предмет изучения Кинси привёл к сенсационности его данных.
Основываясь на данных и научных находках Кинси, другие лица заявляли, что около 10 % популяции гомосексуальны, и что женщины могут улучшить своё сексуальное удовлетворение в браке с помощью добрачной мастурбации. Кинси никогда не делал ни одного из этих утверждений, но оба утверждения приписывались и продолжают приписываться ему.

## Критика
Обе книги, составляющие «Отчёты Кинси», подверглись сильной критике консерваторов как способствующие вырождению, дегенерации общественной морали. Книга «Сексуальное поведение самца человека» была включена в два списка наихудших книг современности, составленных консервативными организациями. Она была названа под № 3 в списке 50 наихудших книг Института межконфессиональных исследований и № 4 в списке 10 наиболее опасных книг, составленном организацией «Человечество и события»[значимость факта?].
В дополнение к моральному неприятию работ Кинси, другие критики фокусировались на качественном составе выборки и статистических погрешностях выборки. В 1948-м — году оригинального издания первой из двух книг Кинси — комитет Американской статистической ассоциации, включая таких известных специалистов по статистике, как Джон Таки, подверг критике процедуру отбора респондентов. Таки был, вероятно, наиболее жёстким критиком работы Кинси, утверждая, что «случайная выборка трёх человек была бы лучше, чем группа из 300 человек, отобранная мистером Кинси».
Критика выборки и статистических методов Кинси концентрировалась в основном вокруг чрезмерной представленности некоторых социальных групп в его выборке. Так, 25 % выборки Кинси либо были заключёнными тюрем в момент опроса, либо отбыли тюремное наказание в прошлом, 5 % выборки были мужчинами-проститутами.
Критика, прозвучавшая со стороны некоторых ведущих психологов того времени, прежде всего Абрахама Маслоу, была связана с тем, что Кинси не учёл искажения, связанные с тем, что данные собирались только на добровольцах, желавших участвовать в исследовании.
В ответ на эту критику Пол Гебхард, получивший после Кинси пост директора Института имени Кинси потратил годы на «очистку» первичных данных Кинси от предполагаемых загрязнений, удалив, например, все данные, полученные от осуждённых или отбывших наказание, из базовой выборки. В 1979 году Пол Гебхард в соавторстве с Аланом Джонсоном опубликовал работу «Данные Кинси: Граничный пересчёт по данным интервью, проведенных Институтом имени Кинси в 1938—1963 годах».
Выводы, полученные Гебхардом и Джонсоном после очистки данных Кинси, к удивлению самого Гебхарда, состояли в том, что ни одна из оригинальных статистических оценок Кинси не была значительно изменена вследствие статистических погрешностей выборки.
Профессор Мартин Дуберман, открытый гей, историк и активист ЛГБТ-движения, утверждает:

«Вместо данных Кинси 37 %, Гебхард и Джонсон получили 36,4 % имевших когда-либо однополый контакт, вместо 10 % преимущественно гомосексуальных мужчин после исключения заключенных и отбывших наказание они получили 9,9 % для белых мужчин с образованием не ниже колледжа, и 12,7 % для лиц с меньшим уровнем образования. Что касается требования случайной выборки, то коллектив независимых статистиков, изучавших статистические методы и процедуры, применявшиеся Кинси, заключил ещё в 1953 году, что уникальные проблемы, лежащие в природе самого исследования сексуальности, исключают возможность получения истинно случайной выборки, и что техника интервьюирования, применённая Кинси, была „исключительно умелой“. Они характеризовали работу Кинси в целом как „монументальную“»

## Обвинения в совращении детей
В «Отчётах Кинси» имеются данные об оргазмах у детей препубертатного возраста. Особенно острые противоречия вызывают таблицы с 30-й по 34-ю в томе, посвящённом мужской сексуальности. Например, таблица 34 «Примеры множественных оргазмов у препубертатных детей. Некоторые примеры частых оргазмов». Типичная строка из этой таблицы говорит о том, что некий 7-летний ребёнок имел 7 оргазмов в течение 3 часов.
Критики Кинси утверждают, что данные, подобные этим, могли быть получены только путём прямого наблюдения или участия в растлении детей. В частности, они указывают на информацию, приведённую в таблице 32, «Скорость препубертатного оргазма; Длительность стимуляции до достижения оргазма; Наблюдения хронометрировались часами во второй руке или таймером» и говорят, что единственным путём собрать такие точные данные могло быть сотрудничество с растлителями малолетних.
Институт имени Кинси однозначно утверждает на своём сайте: «Кинси не проводил экспериментов на детях; он не нанимал, не сотрудничал и не просил людей проводить эксперименты на детях». Также Институт имени Кинси пишет, что «Кинси чётко указал в своем томе о сексуальности самца человека источники данных о детской сексуальности. Основная масса этой информации была получена от взрослых, вспоминавших своё собственное детство. Некоторые данные были получены от родителей, наблюдавших своих детей, некоторые — от учителей, наблюдавших детей взаимодействующими или ведущими себя сексуально. Также Кинси указал, что было 9 мужчин-педофилов, которые имели сексуальный опыт с детьми и которых он интервьюировал, и которые описывали ему, как дети реагировали и отвечали на соблазнение. Мы считаем, что один из этих мужчин был источником данных, приведённых в этих таблицах».
Католическая журналистка, работающая в газете Catholic Standard & Times, выпускаемой Филадельфийским католическим епископатом, Сьюзан Бринкман, называет Кинси педерастом. Однако эти обвинения опровергают и старшая дочь Кинси Энн Колл, и личный секретарь Кинси Хелен Д’Амико, указывая, что Кинси в действительности был очень привержен семейной жизни, очень погружён в исследования и практически асексуален.

## Организованная оппозиция
Некоторые консервативные группы, включая возглавляемую Джудит Рейсман RSVPAmerica и Совет по семейным исследованиям, заявили, что будут пытаться дискредитировать «Отчёты Кинси». Эти группы часто обвиняют работы Кинси в том, что те способствуют распространению «нездоровых» сексуальных практик или разложению общественной морали.
RSVPAmerica распространяет такие публикации, как «Кинси: Преступления и последствия» и «Кинси: Секс и мошенничество: посвящение людей», обе авторства Джудит Рейсман, и видеокассету «Дети таблицы 34», съёмки которой финансировались Советом по семейным исследованиям. Веб-сайт кампании против Кинси пишет, что эта видеокассета «представляет историю открытия д-ром Рейсман систематического совращения 317 мальчиков д-ром Альфредом Кинси».
По мнению некоторых организаций и деятелей, нацистский педофил-насильник Фриц фон Балусек получал литературу и указания от Кинси, который хотел подтвердить свою гипотезу о сексуальности детей. По их словам, Кинси просил Балусека продолжать опыты над детьми. Во время войны Балусек занимался изнасилованиями польских детей.
В своём ответе в 1998 году на основные обвинения, выдвинутые Джудит Рейсман, директор Института имени Кинси Джон Бэнкрофт отметил, что данные по детям, представленные в таблицах 31-34 книги Кинси «Половое поведение самца человека», были получены в основном из дневника одного взрослого омнифила, который имел противозаконные сексуальные контакты с этими детьми. Дневник этого человека был начат в 1917 году, задолго до «Отчётов Кинси». Бэнкрофт также отметил, что Кинси явно указал на незаконность действий этого человека, но гарантировал анонимность источника. В дополнение Бэнкрофт повторил позицию Института имени Кинси о том, что Кинси никогда не имел никаких сексуальных контактов с детьми, а также не нанимал, не поручал и не просил кого-либо делать это, и что он интервьюировал детей только в присутствии их родителей.
Также Институт имени Кинси, отвечая на обвинения в сотрудничестве Кинси с нацистским преступником Фрицем фон Балусеком, констатирует: «В своей книге „Сексуальное поведение самца человека“ Кинси просил читателей этой книги писать ему о своей сексуальной жизни. В 1955 году немец написал ему письмо и описал в нём свой сексуальный опыт с детьми. Кинси в своём ответе не высказывал личных оценочных суждений, как обычно. Однако он указал на то, насколько строго осуждается и преследуется обществом такое сексуальное поведение. Кинси никогда не использовал информацию, полученную от этого человека. Также он не знал о том, что этот человек был нацистом 10 лет назад. Предполагать, что Кинси мог иметь что-то общее с нацистскими пытками детей, — это безумная фальсификация».
Другие обвинения фокусировались на сексуальной жизни или предполагаемой мотивации самого Кинси (см. Альфред Кинси), или на заявлениях, что «Отчёты Кинси» сами по себе ответственны за деградацию общества.

## Контекст и значимость
«Отчёты Кинси» привели к изменениям в общественном восприятии сексуальности человека. В 1960-х годах, после открытия первых оральных контрацептивов, эти изменения выразились в сексуальной революции. В те же 1960-е годы Мастерс и Джонсон опубликовали свои исследования физиологии секса, разрушая табу и предрассудки, сходные с теми, которые Кинси разрушил более чем на десятилетие раньше, но в близкородственной области социологии сексуального поведения человека.
В какой степени «Отчёты Кинси» произвели или способствовали изменению отношения к человеческой сексуальности и в какой степени они лишь отражали уже произошедшие, но ещё не ставшие явными, изменения в общественном сознании и морали и условия, производившие эти изменения, до сих пор остаётся предметом жарких дискуссий.
Многие из выводов Кинси, хотя и были весьма радикальными для своего времени, сегодня являются общепринятыми. «Отчёты Кинси» продолжают часто цитироваться и считаются важным источником оригинального исследовательского материала.
Ряд сексологов на основе шкалы Кинси предлагают измерять зоосексуальность человека (сексуальность, направленная на животных) по шкале зоосексуальности. Все люди занимают какую-либо позицию на этой шкале, то есть каждый человек в какой-то степени зоосексуален.